# ČZ 350
ČZ 350, také nazývaná ČZ 350 Tourist; byl po ČZ 500 nejsilnější předválečný motocykl, vyráběný v České zbrojovce Strakonice. Bylo vyrobeno celkem jen 892 kusů tohoto motocyklu. Za příplatek byl k motocyklu montován sidecar.

## Popis
Motocykl vycházel z typu ČZ 250 Tourist. Motor měl vyhovující výkon, ale nevýhodou byly velké vibrace jednoválcového motoru, které nevyřešily ani dodatečně montované vzpěry mezi hlavu motoru a rám. Řazení na přání ruční nebo nožní.

## Technické parametry
- Rám:
- Pohotovostní hmotnost: 140 kg
- Maximální rychlost: 100 km/h
- Spotřeba paliva: 4,5 l/100 km